# Banco de sangre de cordón umbilical
Un Banco de sangre de cordón umbilical es un centro especializado en el almacenamiento de las células madre Hematopoyéticas, provenientes de la sangre del cordón umbilical de los recién nacidos. Las células madre hematopoyéticas, son células maestras que tienen la capacidad de convertirse en células sanguíneas especializadas, por lo que tienen la capacidad hoy en día de curar muchas enfermedades hematológicas malignas y no malignas, además de tener el potencial de diferenciarse hacia otros tejidos mediante una propiedad llamada plasticidad celular.[cita requerida]
Las células madre son extraídas después de todo un proceso de separación de los demás componentes de la sangre, mediante un proceso de centrifugación para posteriormente ser pasadas a unas bolsas especializadas en donde se les agrega un protector celular más conocido como DMSO, el cual se encarga de proteger en todo momento la membrana de las células madre para que estas puedan ser disminuidas a bajas temperaturas, primeramente pasando por un proceso de precongelación en donde se disminuye la temperatura de las células de manera gradual hasta que se les lleva a -80 °C, para posteriormente terminar este proceso de criopreservación, en el que se introduce la muestra a tanques isotérmicos especializados adecuados con nitrógeno líquido a una temperatura final de -196 °C, en donde se mantienen en todo momento por controles reguladores de temperatura por computadora.[cita requerida]
Estas células extraídas pueden ser muy beneficiosas para el tratamiento de diferentes enfermedades tales como tumores, sobre todo linfomas y leucemias, en terapias de infarto de miocardio, y junto con tratamientos que necesiten trasplantes de médula ósea, entre otras enfermedades y trastornos.
Las ventajas que presentan estos bancos de cordón es que es un tratamiento consolidado, es decir, ya se han efectuado más de 20,000 trasplantes en el mundo.20,000 trasplantes en el mundo[cita requerida] Se ha consolidado como terapia y convertido en una fuente principal de células madre.[cita requerida] Además el conseguir esas células es fácil, sin ningún riesgo ni para la madre ni para el niño. Las células tienen una disponibilidad inmediata una vez almacenadas y tienen gran proliferación. Con todo, hay una menor probabilidad de desarrollar EICH (enfermedad injerto contra huésped), que muchas veces ocurre cuando hay células sanguíneas en el organismo que no son propias, bajo riesgo de contaminación viral e infecciones, no plantean problemas éticos, y tienen un 100% de compatibilidad con el propio niño. Las enfermedades que se pueden tratar con estas células son muchísimas pero hay que tener en cuenta que no siempre funciona. En el caso de que un niño desarrolle una enfermedad congénita en los primeros años de su vida, no podrá tratarse con sus propias células madre de cordón, puesto que éstas también tendrán la mutación que causa la enfermedad. En este caso, lo idóneo sería tener células de un hermano sano que sea compatible. La probabilidad de ser compatible 100% entre hermanos es del 25%.
Estos bancos pueden ser públicos, privados o mixtos. Estos últimos no son más que un caso particular de bancos privados que, según las leyes de su país, la muestra pasa a formar parte de la red mundial de tejidos para uso de la primera persona a nivel mundial que la requiera.

## Bancos públicos
Obtienen muestras sanguíneas por medio de donación anónima y altruista, como todos los bancos de órganos.
Cada banco está asociado a una serie de maternidades, donde hay personal cualificado para la recogida de cordones umbilicales, aunque no todas las maternidades ofrecen esta posibilidad.
Aquí se almacenan unidades de sangre del cordón para cualquier paciente que lo necesite y que sea HLA compatible. Además, el sistema público también permite hacerlo para uso propio, mediante la donación dirigida. Sin embargo, esta modalidad sólo está permitida en caso de que exista una razón que lo justifique, como tener un hijo enfermo. Para autorizar el almacenamiento se requiere que el miembro de la familia donante esté libre del componente genético que hace padecer la enfermedad al otro.
A veces, la sangre del cordón umbilical y las células madre de un recién nacido no sirven para ser empleadas en otros familiares. Según estimación de la Organización Nacional de Trasplantes (ONT) sólo un 30% de las muestras tienen la celularidad adecuada.[cita requerida] En el caso de que las células madre sean compatibles, puede tratarse la enfermedad gracias a la capacidad regeneradora de estas células.
En España la ONT ha publicado el Plan Nacional de Sangre de Cordón Umbilical en marzo de 2008, donde establece la necesidad de llegar a alcanzar la cifra de 60.000 unidades conservadas entre los 7 bancos públicos del país en un plazo de 8 años. [cita requerida] A finales del año 2009, según declaraciones del coordinador nacional de trasplantes, el Dr. Rafael Matesanz, existen en España más de 40.000 unidades (frente a las 25.000 existentes cuando se aprobó el plan hace 2 años).[cita requerida]
En junio de 2014, Rafael Matesanz (director de la Organización Nacional de Trasplantes) declaró que ya habían conseguido 60.000 muestras para tener cubiertos todos los perfiles genéticos posibles. A partir de ese momento reemplazan muestras antiguas por otras más nuevas y de mejor calidad.

## Bancos privados
Estos centros permiten conservar la sangre de los hijos para uso exclusivo del niño y de sus familiares, y ofreciendo el depósito por un espacio de hasta 20 años.[cita requerida] El primer banco de SCU público fue el de Nueva York, creado en 1993 por el Dr. Pablo Rubinstein.[cita requerida] Por eso se sabe que las células madre conservadas en nitrógeno líquido pueden ser utilizadas un mínimo de 20 años después de su conservación. Si se realiza correctamente la rampa de congelación no hay ninguna razón para afirmar que las células madre no pudieran resultar útiles durante toda la vida del niño, e incluso seguir siendo útiles tras su muerte. Sin embargo, no deja de existir controversia en el tema. Si bien existen publicaciones que demuestran que la viabilidad post-criopreservación no disminuye considerablemente, éstas sólo presentan seguimiento hasta los 2 años. No existen estudios que garanticen la viabilidad post-criopreservación a largo plazo.
Actualmente, los bancos privados para el almacenamiento de células madre hematopoyéticas proliferan en el mundo. En España, la regulación ha restringido el crecimiento de este tipo de centros. La normativa vigente en España (RD 1301/2006) exige a este tipo de centros el acceso a sus depósitos en el caso de que algún enfermo de cualquier parte del mundo las necesitase. Por este motivo, los bancos privados españoles tienen la obligación de registrar las muestras que se almacenan en España en la Red de Donantes de Médula Ósea (REDMO). Para evitarlo, la mayoría de estos bancos privados tienden a seguir enviando la sangre a ser procesada en el extranjero. El objetivo principal es garantizar a la familia el acceso a sus muestras y poder almacenarlas el tiempo establecido en el contrato.
En Latinoamérica existe una variada oferta de centros privados lo que propicia una regulación inexistente por parte de muchos países. Brasil fue uno de los primeros países en la región en establecer una política flexible a la hora de establecer normas en este campo. Desde hace muchos años existen Bancos Privados de Células Hematopoyéticas en México, Colombia, Perú, Argentina y Brasil.
La normativa en México la establece la Secretaría de Salud a través de la COFEPRIS () (Comisión Federal para la Prevención de Riesgos Sanitarios), quienes a través de la Norma Oficial Mexicana 003 establecen los estándares para este país. Existen otros estándares para los bancos de sangre de cordón umbilical, como los que establece NETCORD ().